# The Escapist
The Escapist (El Escapista) es una película de 2002 dirigida por Gillies MacKinnon y escrita por Nick Perry. La película es un thriller  y protagoniza a Jonny Lee Miller, Andy Serkis y Gary Lewis.

## Sinopsis
Denis Hopkins (Jonny Lee Miller) parece tener la vida perfecta, un trabajo como piloto, una casa bonita y su mujer, Valerie (Paloma Baeza) quién está a la espera de su primer hijo. Una noche, la casa de Denis y Valerie es asaltada por un psicópata, el ladrón, llamado, Ricky Barnes (Andy Serkis) quién disparó y mató a Valerie, diciendo fríamente a Denis: ' te voy a dejar vivir'. Valerie muere mientras le llevaban al hospital, y la criatura por poco sobrevivió al parto, dejando a Denis devastado. Barnes es sentenciado a veinte años en la prisión de Sullom Voe, el cual está en una isla remota en medio del Mar del norte. Denis no está satisfecho con la sentencia, considerando que Barnes no siente remordimiento y se burlaba abiertamente de Denis en el tribunal.
Tres meses más tarde, Denis cayó en depresión, rechazando ser el padre de su hija; Amy, que está siendo cuidada por su hermano y cuñada, un día cogió un avión, cuyos motores se apagaron, dejándolo deslizarse por el aire hasta caer, en lo que parece un acto de suicidio, dejando así su casa y a su hija, a su hermano y a su cuñada.
Algún tiempo después, Denis, vivo y bien, habiendo falsificado su muerte, demuele un coche policial con un martillo. Siendo detenido durante siete días (aprovechando el hecho de que no está realmente vivo) y recibiendo instrucciones del abogado que le fue designado para no causar problemas, y así evitar subir a bordo de The Magic Roundabout; en la cual si  continúa causando problemas  será enviado a una prisión de mayor seguridad, Denis tiene la intención de causar más problemas, con la esperanza de ser enviado a Sullom Voe.
Según los meses iban progresando, Denis, ahora bajo el seudónimo de John Watt, ha sido sentenciado a dos años en una categoría B en la prisión, por muchos intentos de escapadas, y está planeando otra escapada, a pesar de su compañero de celda, Ron, (Gary Lewis) le aconseja lo contrario. Una noche en Navidad, Denis tiene una conversación emocional sobre una botella de whiskey con Mick, guardia y el amigo de Ron, en la que finalmente siente la pérdida de su familia. Un día otro preso y amigo de Denis, Vin (Vas Blackwood), un drogadicto a quien  conoció mientras era llevado a su primera prisión, irrita a un preso conocido como Spaz, quién era un cómplice  de Barnes en el robo de la casa de Denis. Denis, conducido por la venganza, intentó varias veces matar a Spaz, pero es acuchillado en el estómago, Denis vuelve a su celda donde deja a Vin para atacar a Spaz. Denis regresa para luchar con Spaz, lo único que encontró fue que Vin había sido asesinado, y Spaz advierte a Denis y a Ron que ellos son los siguientes.
Ron chantajea a Mick, quién ha contrabandeado material dentro y fuera de la prisión durante muchos años, por las llaves de las puertas de la prisión para ayudarles en su escapada. Mick coopera a disgusto, no sin  revelar la razón por la que Vin estaba con él en la prisión (Denis creyó que fue arrestado por hurto, pero fue por asesinar brutalmente a su madre). Denis y Ron escapan y se dirigen al campo, usando como refugio la caravana que pertenece a un amigo de Ron. Denis regresa a su casa para enfrentarse a su cuñada, Christine (Jodhi mayo) ahora está viviendo en su casa cuidando a su hija por su cuenta, Ron que ve esto (creyendo que Denis es John Watt) y pide respuestas.
Denis revela a Ron sus intenciones de matar a Ricky Barnes, quién intenta convencer a Denis para quedarse fuera, y se entrega. Lo envían a Sullom Voe, donde  encuentra a Barnes y lo amenaza. Un día, Denis finalmenete atenta contra Barnes para conseguir su venganza, Ricky causa una explosión en la prisión y amenaza a Denis para ayudarle a escapar, chantajeandole con las vidas de su hija y Christine quiénes están siendo apuntadas a punta de pistola por  Joey (Phillip Barantini), el hijo de Barnes, quién también estaba implicado en el robo en el que la mujer de Denis fue asesinada. Barnes, recordando a Denis le dijo que era un piloto, forzándolo a volar un avión médico fuera de la isla y volver a Inglaterra.
Devuelta en la casa de Denis, Ron intenta hablar a Christine, pero encuentra a Joey reteniéndolos como rehenes. Entra a su manera en la casa, pero es asesinado después de una pelea con Joey, dejando a Christine una posibilidad de huir con el bebé. Barnes, quién estuvo al teléfono con Joey todo el tiempo en el avión, cree que ya no necesita a Denis e intenta dispararle, pero Denis le desarma. Denis entonces apaga los motores y deja que el avión se deslice a través del aire (aprovechando su conocimiento de aviones) y planea lanzarse en paracaídas dejando a Ricky morir cuando choque, a pesar de las súplicas de Ricky por dejarlo vivir e intentar sobornarlo con lo que quiera, incluso admitiendo que Denis lo tiene asustado, pero Denis, quién dice que Denis murió junto con su mujer esa noche, le deja con sus últimas palabras; 'no me puedes darme lo que quiero'. Ricky desesperadamente intenta arrancar el avión otra vez, pero sus esfuerzos son en vano y poco después Denis choca en paracaídas en el océano. Después de que Denis aterriza en el océano,  contempla qué hacer luego, admitiendo no tenía ninguna idea de qué esperar, o qué para hacer después de matar a Ricky Barnes. En la línea final de la película, Denis cita el refrán: 'Ojo por ojo, deja a todo el mundo ciego'.
La película termina con Denis sentado fuera de su casa mirando el periódico sobre el encarcelamiento de Barnes.

## Reparto
- Jonny Lee Miller - Denis Hopkins
- Andy Serkis – Ricky Barnes
- Paloma Baeza – Valerie Hopkins
- Gary Lewis – Ron
- Jodhi Mayo - Christine
- Vas Blackwood – Vin
- Philip Barantini - Joey